# Lataillade
Pour l’article homonyme, voir Pierre Lataillade.
Le ruisseau de Lataillade est un cours d'eau qui traverse les départements des Pyrénées-Atlantiques et des Landes.
Il prend sa source sur la commune de Saint-Boès (Pyrénées-Atlantiques) et se jette dans le gave de Pau à Puyoô, après avoir longé la frontière des Landes.

## Affluents
- ruisseau Peyre ;
- ruisseau de Peyranère ;
- ruisseau d'Artigue-Bieille ;
- ruisseau Saubagnac.

## Départements et communes traversés

### Landes
- Habas ;
- Ossages.

### Pyrénées-Atlantiques
- Baigts-de-Béarn ;
- Puyoô ;
- Ramous ;
- Saint-Boès ;
- Saint-Girons-en-Béarn.